# Ommatius satius
Ommatius satius är en tvåvingeart som beskrevs av H. Oldroyd 1960. Ommatius satius ingår i släktet Ommatius och familjen rovflugor.
Artens utbredningsområde är Madagaskar. Inga underarter finns listade i Catalogue of Life.